# Carl Leonhard Becker

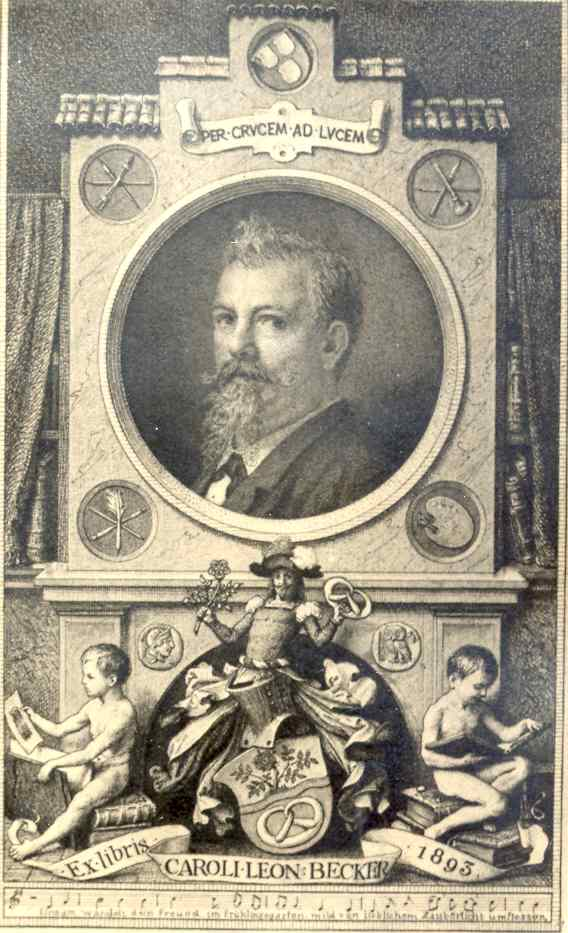
Carl Leonhard Becker
mit Wappen Becker, Söhnen
und Devise „Per crucem ad lucem“
(Exlibris des Künstlers 1893)

Carl Leonhard Becker (* 5. Mai 1843 in Bonn; † 6. Januar 1917 ebenda; ± Alter Friedhof Bonn) war ein deutscher Lithograf, Kupferstecher, Maler  und Radierer.

## Leben
Becker entstammte der alten Bonner Kunstgärtner- und Landschaftsgärtner-Familie Becker. Sein Vater war der Kunstgärtner und Zeichner Anton Becker. Er war verheiratet mit Franziska Berke. Sein Sohn war der Maler Hans-Josef Becker-Leber, verheiratet mit der Malerin Sophia Becker-Leber. Sein Enkel, Sohn der vorgenannten, war der Zeichner und Grafiker Helmar Becker-Berke. Seine Tochter Elisabeth (1874–1942) war verheiratet mit dem Philosophen Joseph Geyser.  Seine Enkelin war die Bundesrichterin Maria Elisabeth Geyser.
Seit 1867 lebte er in Berlin, wo er an der Akademie studierte. Er war vorwiegend als Maler und Illustrator tätig und arbeitete unter anderem für Max Lohde, dem er bei der Anfertigung von Sgraffitomalereien zur Hand ging. Becker wurde durch Zeichnen und Stechen von griechischen Münzen bekannt. Später fertigte er zahlreiche Exlibris. Hauptsächlich war er mit der Reproduktion von antiken Bildwerken beschäftigt.
Daneben war Becker ein passionierter Bariton-Sänger und sang in Konzerten.

## Werke (Auswahl)
Bilder

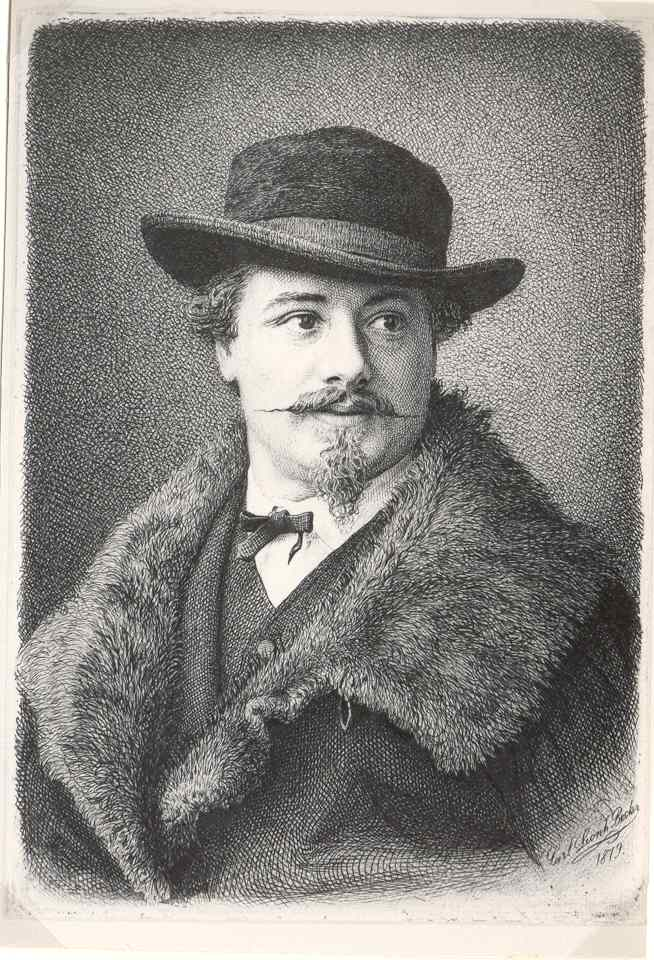
Selbstporträt 1879
Franziska Berke
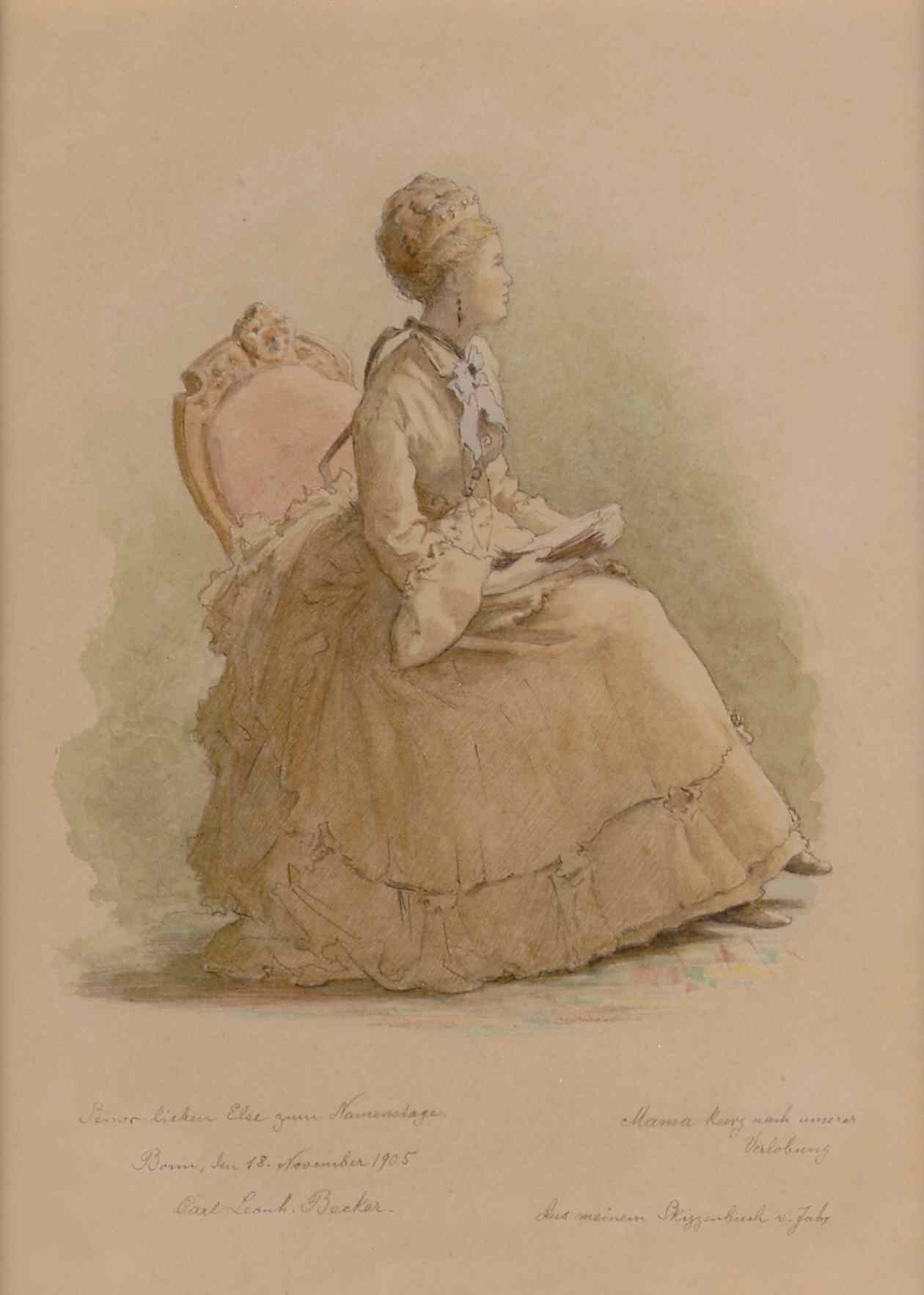
Franziska Berke
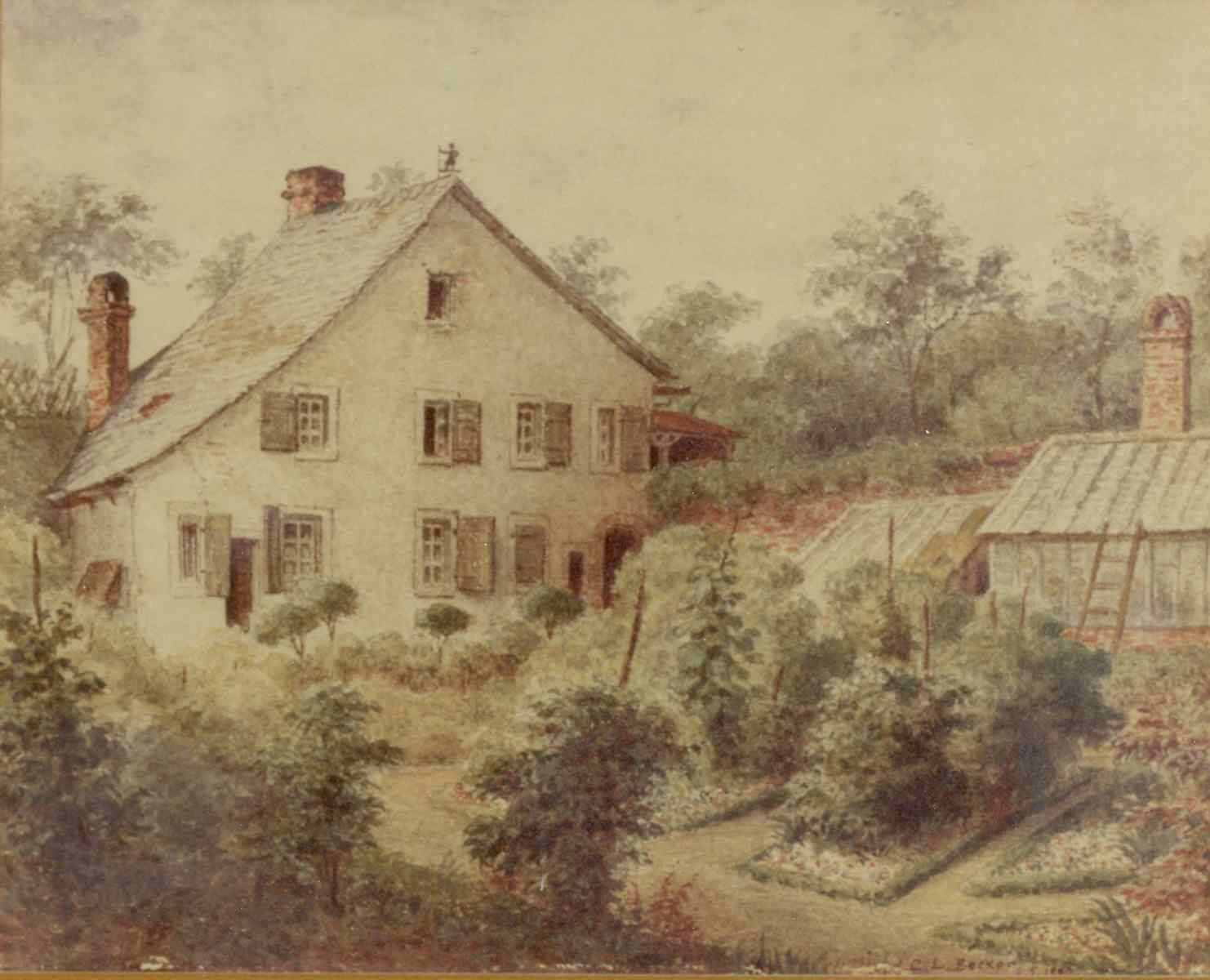
Großväterliche Gärtnerei zu Bonn 1869
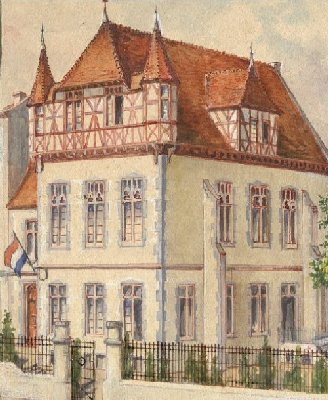
Haus der KStV Arminia Bonn 1900
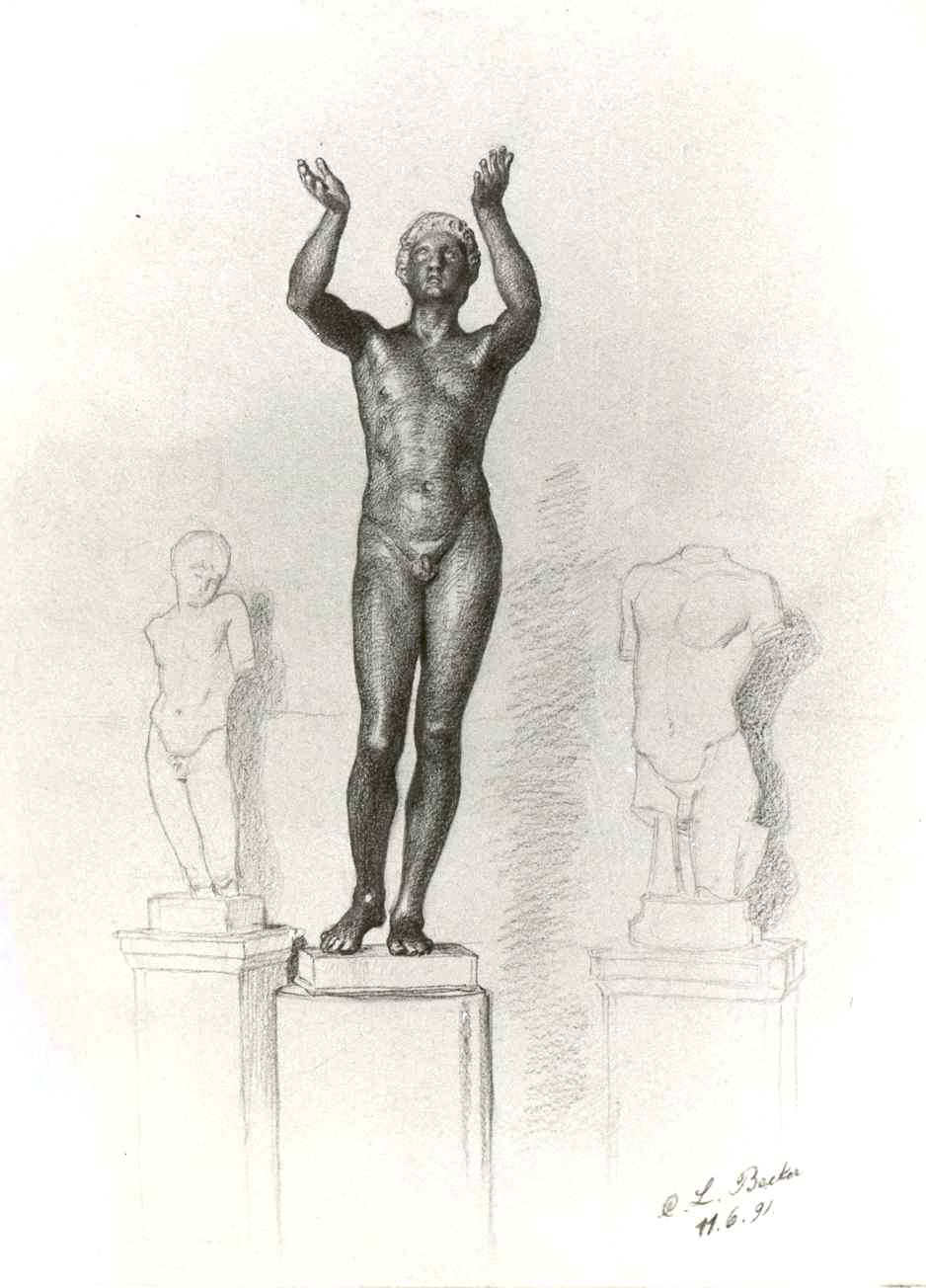
Apollon aus Naxos 1901
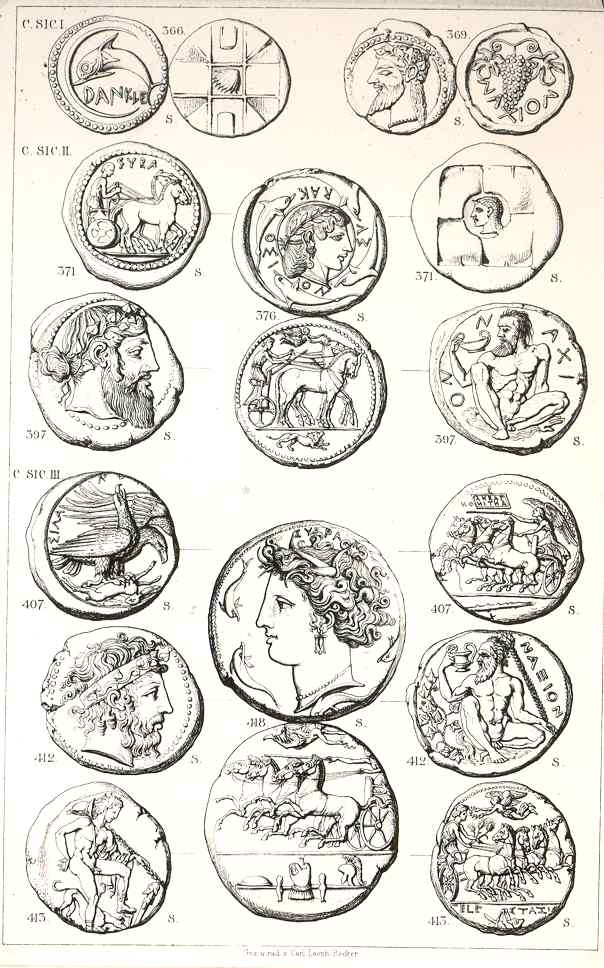
Griechische Münzen

Radierungen
- Zwei Illustrationen zu Freiherr Wilhelm Philipp Alfred Ferdinand von der Horst: Sieben Edelsteine. Dichtungen aus früherer Zeit. Körber & Freytag, Minden 1879  (uni-muenster.de).
- Ein Mann in sitzender Stellung auf einer Bank im Freien schlafend.
- Ein altes Frauenzimmer mit einem Bettler redend.
- Selbstbildniss (Brustbild)

Auftragsporträts
- Julius Wolff (1834–1910), Tuchfabrikant, Schriftsteller und Begründer der „Harzer Zeitung“ (1880)

Exlibris
- Fedor von Zobeltitz, Schriftsteller

Sgraffiti
- Karlshallen und Bierhaus Karlstraße Nr. 25, Berlin[3]